# Einsiedler Anzeiger

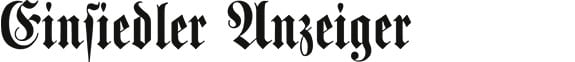

Der Einsiedler Anzeiger ist ein zweimal wöchentlich erscheinendes Anzeigenblatt und amtliches Publikationsorgan für den Bezirk Einsiedeln im Schweizer Kanton Schwyz. Die Zeitung wird von der Einsiedler Anzeiger AG herausgegeben und erscheint jeweils dienstags und freitags.

## Geschichte
Der Einsiedler Anzeiger wurde im Jahr 1860 unter dem Titel Einsiedler Anzeiger: christlichdemokratisches Volksblatt für Einsiedeln und Umgebung gegründet. Die Erscheinungsweise entwickelte sich wie folgt:
- 1860–1874: wöchentlich
- 1875–1908: zweimal wöchentlich
- 1909–1910: dreimal wöchentlich
- seit 1911: regelmässig zwei Ausgaben pro Woche[2]

Herausgeber war zunächst die Buchdruckerei Einsiedler AG, später folgte die ea Druck + Verlag AG. Seit dem 18. Oktober 2019 wird die Zeitung von der Einsiedler Anzeiger AG produziert.

## Inhalt und Ausrichtung
Der Einsiedler Anzeiger kombiniert amtliche Bekanntmachungen mit lokaljournalistischen Inhalten sowie einem umfangreichen Werbeteil. Zu den Inhalten zählen:
- Gemeindeinformationen
- Leserbriefe
- Todesanzeigen
- Veranstaltungshinweise
- lokale und regionale Werbeanzeigen
- E-Paper und Online-Inserate[3]

## Auflage und Verbreitung
Gemäss WEMF-Auflagebulletin (Stand 2024) beträgt die verbreitete Auflage 12'284 beglaubigte Exemplare.

## Webauftritt
Die Zeitung verfügt über einen Internetauftritt mit E-Paper, Inseratefunktion, Veranstaltungsagenda, Leserbrieffunktion und Abo-Service.